# Opius volaticus
Opius volaticus är en stekelart som beskrevs av Fischer 1966. Opius volaticus ingår i släktet Opius och familjen bracksteklar. Inga underarter finns listade i Catalogue of Life.